# Smittia pratorum
Smittia pratorum är en tvåvingeart som först beskrevs av Maurice Emile Marie Goetghebuer 1927.  Smittia pratorum ingår i släktet Smittia och familjen fjädermyggor. Arten har ej påträffats i Sverige. Inga underarter finns listade i Catalogue of Life.